# Norberto Cáceres
Norberto Cáceres Arenas (* 31. Oktober 1952 in La Uvita (Departamento de Boyacá)) ist ein ehemaliger kolumbianischer Radrennfahrer.

## Sportliche Laufbahn
Cáceres war im Straßenradsport aktiv. Er war insbesondere in Etappenrennen erfolgreich. Das Rennen Clásico RCN gewann er 1974, die Vuelta a Cundinamarca 1974 und 1976, die Vuelta a Costa Rica 1976, die Conquista de Los Andes 1977, die Vuelta Ciclista de Chile 1978. 
Etappensiege holte er in der Vuelta a Costa Rica 1973, in der Vuelta a Antioquia, in der Vuelta a Cundinamarca, im Clásico RCN, im Giro Next Gen 1974, im Cruce de Los Andes 1975, in der Vuelta a Cundinamarca, in der Carrera Transpeninsular, im Clásico RCN, in der Vuelta a Costa Rica 1976, in der Vuelta a Cundinamarca 1978 sowie im Coors Classic 1981. Dazu gewann Cáceres mehrfach die Bergwertung in verschiedenen Rundfahrten. 
Zweiter wurde Cáceres in der Vuelta a Costa Rica 1973, in der Vuelta a Antioquia und in der Vuelta a Colombia 1974, in der Vuelta a Cundinamarca 1975. Dritter wurde er 1974 im Giro Next Gen, im Clásico RCN 1976, im Gran Premio de Escaladores 1977, in der Vuelta a la Sabana, in der Vuelta Ciclista de Chile 1978.